# Zastawki cewki tylnej

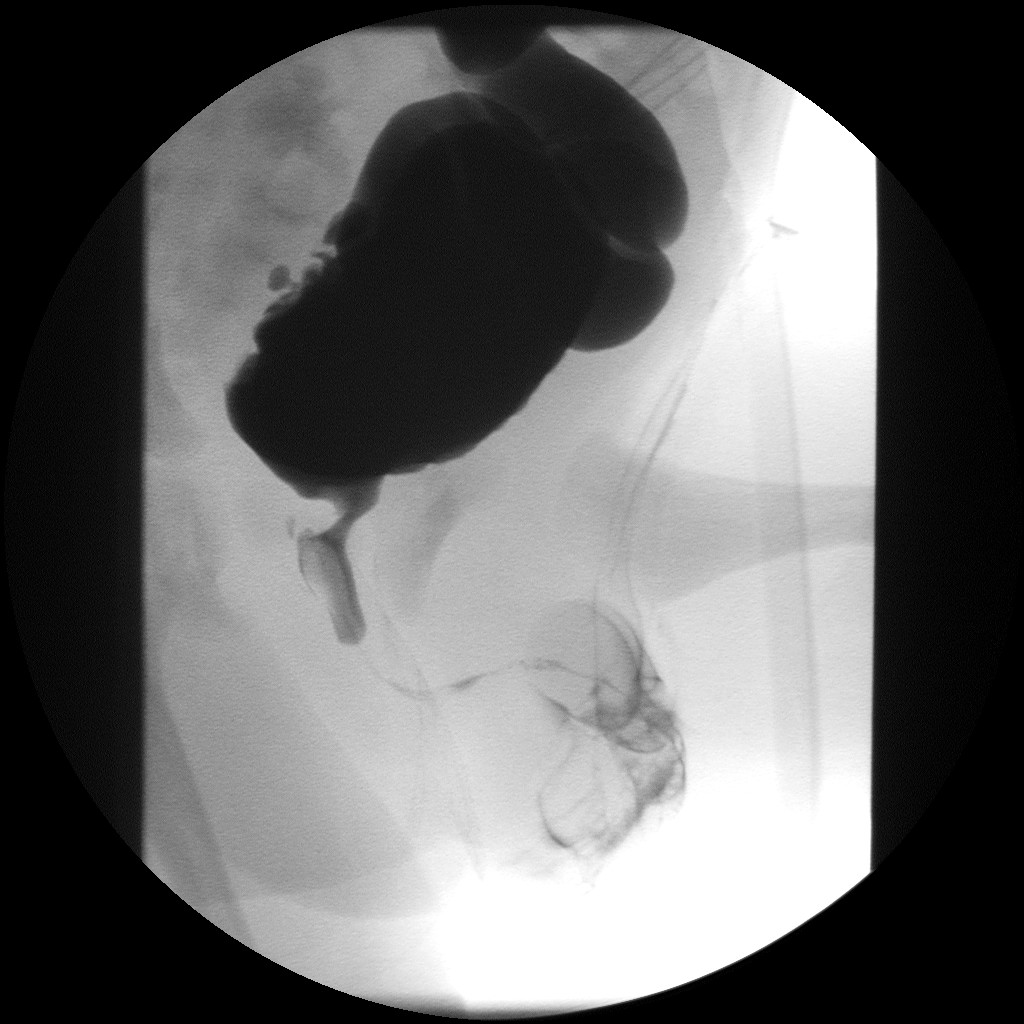
Obraz zastawki w cystouretrografii mikcyjnej

Zastawki cewki tylnej (ang. posterior urethral valvae, PUV) – najczęstsza wrodzona przyczyna utrudnienia oddawania moczu u chłopców. Częstość występowania tej wady szacuje się na 1:5 000-1:8 000 urodzeń. W wadzie tej nadmiernie przerośnięte fałdy błony śluzowej zlokalizowane w części sterczowej cewki moczowej, między jej ścianą a wzgórkiem nasiennym, utrudniają odpływ moczu z pęcherza. Do powikłań wady należą zaburzenia czynności pęcherza moczowego, przewlekła niewydolność nerek i nawracające zakażenia układu moczowego. Mimo że możliwe jest wykrycie tej wady w okresie prenatalnym, nadal wiele przypadków diagnozowanych jest gdy rozwiną się już poważne powikłania. 

## Patofizjologia
U mężczyzn w budowie cewki moczowej wyróżniamy część opuszkową, gąbczastą, sterczową i błoniastą. Mianem cewki tylnej określa się część sterczową i błoniastą cewki. W obrębie cewki sterczowej znajduje się wzgórek nasienny z łagiewką sterczową, na której uchodzą nasieniowody i przewody pęcherzyków nasiennych. Od wzgórka odchodzą fałdy śluzówkowe, które mimo że rozwinięte najlepiej u dzieci, normalnie nie stanowią przeszkody w odpływie moczu z pęcherza. Gdy fałdy te są przerosłe i utrudniają przepływ moczu przez światło cewki, mówimy o zastawkach cewki tylnej. Jak dochodzi do powstania tej wady, nie zostało dotąd ustalone; uważa się, że mogą być pozostałością przewodów Wolffa, według innych miałyby być odpowiednikiem fałdów cewkowo-pochwowych, z których u kobiet rozwija się błona dziewicza. Fałdy śluzówkowe cewki tylnej stanowią przeszkodę gdy są zrośnięte na przedniej powierzchni cewki, chociaż niezrośnięte ale przerosłe fałdy również mogą stanowić przeszkodę w odpływie moczu.

## Klasyfikacja
Klasyfikacja Younga z 1919 roku jest często cytowana, wskazuje się jednak na jej historyczne znaczenie i brak przełożenia na obserwacje kliniczne:
- Typ I – to zastawki składające się z dwóch płatków, które odchodzą od dolnego bieguna wzgórka nasiennego, biegną ku bocznym ścianom cewki moczowej i łączą się mniej lub bardziej wyraźnie od przodu na godz 12, tworząc owalną przeponę z eliptycznym otworem. Jest to najczęstszy typ zastawek.
- Typ II – to zastawki, których płatki biegną od wzgórka nasiennego w kierunku szyi pęcherza moczowego.  Występują najrzadziej.
- Typ III – to zastawki w kształcie przesłony położonej poniżej wzgórka nasiennego, z otworem w części centralnej lub bocznej. Ten typ zastawek występuje sporadycznie.

## Objawy kliniczne

### W okresie prenatalnym
- małowodzie (wynikające z uszkodzenia nerek płodu)
- obustronne wodonercze
- megaureter
- widoczny w czasie kilku niezależnych badań wypełniony pęcherz moczowy (przy stwierdzeniu męskiej płci płodu)

### W okresie noworodkowym
- utrudnienia mikcji
  - zatrzymanie moczu
  - kroplowe oddawanie moczu
  - oddawanie moczu cienkim strumieniem
- niepokój u dziecka towarzyszący wymienionym objawom
- twardy, powiększony nawet po mikcji pęcherz moczowy
- guz w okolicy podżebrowej (wodonerczowo zmieniona nerka)

## W okresie niemowlęcym
- gorączka towarzysząca zakażeniom układu moczowego
- niedokrwistość
- upośledzenie rozwoju
- ubytek masy ciała
- napady drgawkowe
- żółtaczka
- skaza krwotoczna
- wymioty
- biegunka
- azotemia
- sepsa
- zaburzenia elektrolitowe
  - hiponatremia
  - hiperkaliemia
- odwodnienie
- postępująca niewydolność nerek

## U dzieci starszych
- nawracające zakażenia układu moczowego
- moczenie nocne

## Powikłania
Dochodzi do przerostu mięśnia wypieracza moczu (musculus detrusor urinae), beleczkowania ściany pęcherza, czasem powstają pseudouchyłki. Ujście moczowodowe ulega osłabieniu, co prowadzi do odpływu pęcherzowo-moczowodowego i moczowodowo-nerkowego. Moczowody ulegają poszerzeniu. Zaleganie moczu sprzyja zakażeniom układu moczowego, a odpływ wsteczny moczu z czasem prowadzi do obustronnego wodonercza. Na tle wodonercza rozwija się dysplazja nerek, a wskutek nefropatii refluksowej rozwija się niewydolność nerek. Pęcherz moczowy jest niestabilny, niepodatny.

## Rozpoznanie
Wadę można zdiagnozować w USG. Najlepszym jednak badaniem obrazowym jest cystouretrografia mikcyjna, która stanowi metodę z wyboru w diagnostyce schorzenia. Kolejne badania, urografię albo renoscyntygrafię, wykonuje się dla oceny powikłań.

## Leczenie
W pierwszej kolejności wdraża się leczenie odbarczające, następnie przyczynowe: metodą z wyboru jest przezcewkowa resekcja zastawek.